# Frank Magerman
Frank Magerman (9 november 1977) is een  Belgisch voetbalcoach en voormalig voetballer. Hij speelde als middenvelder. Zijn laatste club als speler was KFCO Beerschot-Wilrijk.

## Spelerscarrière
Magerman debuteerde in het Belgisch voetbal bij de toenmalig eersteklasser KSK Beveren. Op 2 december 1995 maakte hij zijn officiële debuut in het eerste elftal van de club: in de competitiewedstrijd tegen RWDM (1-1-gelijkspel) liet trainer Dimitri Davidović hem in de slotfase invallen voor Sašo Udovič. Magerman speelde uiteindelijk slechts vier officiële wedstrijden voor Beveren, waarvan drie in het seizoen 1998/99 (naast een competitiewedstrijd tegen Lommel SK ook een wedstrijd in de Beker van België en een in de Ligabeker).
In januari 1999 vertrok Magerman op uitleenbasis naar tweedeklasser KSV Waregem. In de zomer van 1999 trok hij definitief de deur achter zich dicht bij Beveren: de Oost-Vlaming tekende een tweejarig contract met optie bij KV Oostende, dat in het seizoen daarvoor uit Eerste klasse was getuimeld. In zijn eerste seizoen eindigde hij met Oostende tweede, in het seizoen daarop laatste. Magerman degradeerde niet mee met Oostende, want in juni 2001 ondertekende hij een tweejarig contract bij tweedeklasser Verbroedering Geel. Een jaar later keerde hij echter terug naar KV Oostende, waarmee hij op het einde van het seizoen weer naar Tweede klasse promoveerde (ondanks verlies tegen OH Leuven in de eindronde). Magerman werd hierop verkozen tot meest verdienstelijke speler van de kustclub.
Van 2003 tot 2005 voetbalde hij bij tweedeklasser Eendracht Aalst. Na een verblijf bij RS Waasland kwam Magerman in 2007 terecht bij Rupel Boom FC. Na het seizoen 2009/10 won hij daar de Gouden Schoen, een prijs toegekend door de supporters aan de beste speler van het seizoen.
In 2011 zette hij zijn voetbalcarrière verder bij tweedeklasser Standaard Wetteren. In 2012 vertrok hij naar Berchem Sport, om opnieuw een jaar later te gaan spelen voor KFCO Beerschot-Wilrijk. Hier werkte hij mee aan de promotie en wederopstanding. Dit werd zijn laatste seizoen als actief voetballer.  

## Trainerscarrière
Bij KFCO Beerschot Wilrijk begon Magerman vervolgens aan zijn trainerscarrière. Van 2014 tot 2017 trainde hij daar de beloften. In februari 2017 raakte bekend dat Magerman, wiens contract bij Beerschot Wilrijk op het einde van het seizoen afliep, vanaf het seizoen 2017/18 hoofdtrainer zou worden van KFC Duffel. In december 2017 diende Magerman zijn ontslag in.
In juni 2018 werd hij trainer van VW Hamme. In maart 2019 raakte bekend dat Magerman na afloop van het seizoen aan de slag zou gaan bij Berchem Sport. Magerman haalde uiteindelijk het einde van het seizoen niet als Hamme-trainer: op 17 april 2019 zette de club de samenwerking per direct stop omdat Magerman bij Berchem sport zou starten 
Toen de competitie in maart 2020 vroegtijdig werd stopgezet vanwege de coronapandemie, stond Berchem Sport achtste in Tweede klasse amateurs. Diezelfde maand nog werd in onderling overleg besloten dat trainer en club op het einde van het seizoen uit elkaar zouden gaan.
Kort na de aankondiging van zijn vertrek bij Berchem Sport maakte Magerman zijn wederoptreden bij Beerschot VA, waar hij aan de slag ging als linietrainer van de middenvelders van de elite U15 tot U21. Hij werd gevraagd als interim assistent onder Dennis Van Wijk en Hernan Losada. Ruim een jaar later, na het ontslag van hoofdtrainer Peter Maes in september 2021, vervoegde hij de technische staf van de eerste ploeg van Beerschot op vaste basis, als assistent van Maes' opvolger Javier Torrente. Na het ontslag van Torrente in februari 2022 slaagde Greg Vanderidt, die eveneens assistent was onder de Argentijn, er niet in om Beerschot in de Jupiler Pro League te houden. Na de degradatie naar Eerste klasse B bleef Magerman de Antwerpse club trouw: hij diende in de drie daaropvolgende seizoenen nog als assistent onder hoofdtrainers Andreas Wieland en Dirk Kuijt. Onder leiding van Kuijt werd Beerschot in 2024 kampioen in Eerste klasse B, maar degradeerde het een jaar later opnieuw uit de hoogste divisie.
In juni 2025 stapte Magerman over naar KV Mechelen, waar hij assistent werd onder hoofdtrainer Frederik Vanderbiest.